# Cornelis Floris II.

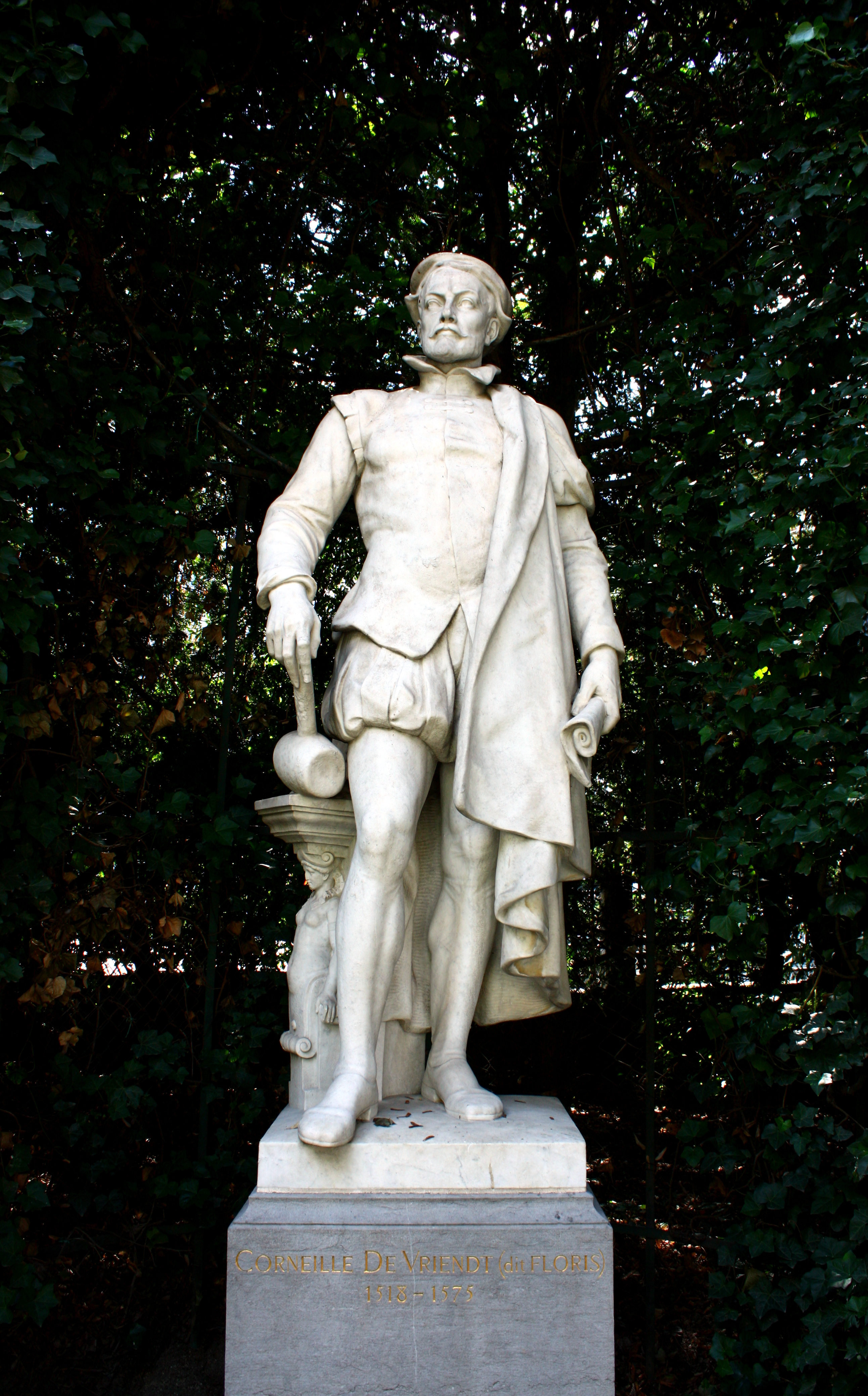
Cornelis Floris II.

Cornelis Floris de Vriendt (* 1514 in Antwerpen; † 20. Oktober 1575 ebenda) war ein flämischer Bildhauer, Architekt und Entwerfer für den Ornamentstich. Zusammen mit seinem Bruder Frans Floris beteiligte er sich maßgeblich an der Herausbildung der nordischen Renaissance.

## Leben und Werk

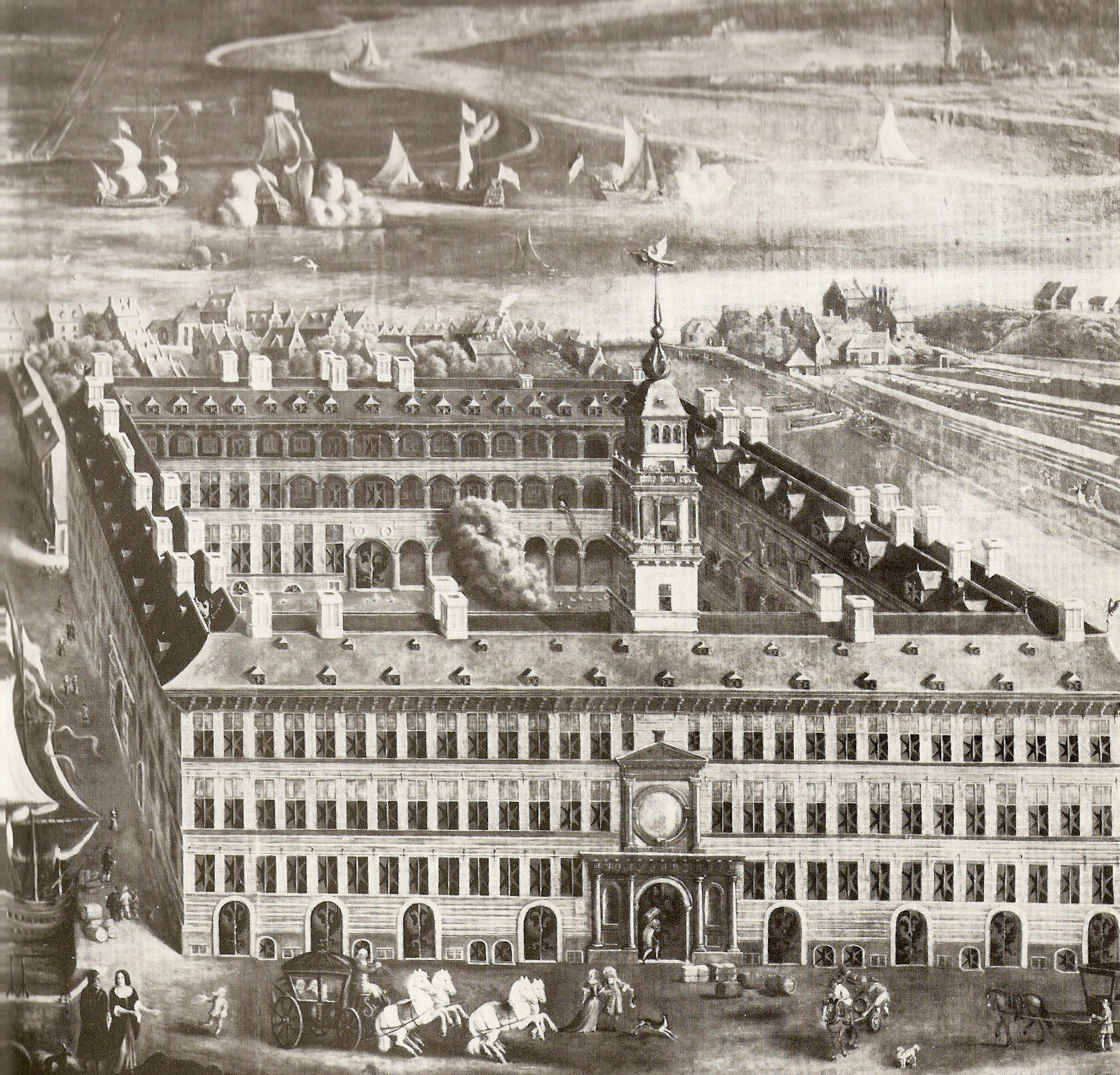
Kontorhaus der Hanse in Antwerpen

Cornelis Floris wurde 1538 Meister der Lukasgilde. Von einem mehrjährigen Italienaufenthalt brachte er die Groteske (Ornament) als Dekorationselement mit, das er durch verschiedene Publikationen für Druckgrafik, Malerei, Skulptur und Architektur popularisierte. 1549 erhielt er erste gestalterische Aufträge, und zwar für die Wandgräber der Herzoginnen Dorothea und Anna Maria von Preußen im Königsberger Dom. Später schuf er dort auch das Wandgrab für Herzog Albrecht. Im Schleswiger Dom fertigte er von 1550 bis 1552 das Kenotaph für König Friedrich I. von Dänemark in strenger Renaissance mit Liegebetfigur und maßvoller Dekoration, ein Hauptwerk der Gattung Freigräber. Das Grabmal für König Christian III. von Dänemark in Roskilde wurde mit seinem streng architektonischen Aufbau zum Vorbild für die deutschen und nordischen Hallengräber der Folgezeit. Außerdem entstammen mehrere Tabernakel, in denen er den mehrstöckigen gotischen Turmaufbau mit Renaissanceelementen verband (z. B. in St. Leonardus in Léau), und Lettner (z. B. in der Kathedrale in Tournai) aus seiner Werkstatt.
Als Antwerpen 1560 einen Wettbewerb für ein neues Rathaus ausschrieb, obsiegte Cornelis Floris mit einem Entwurf, der ein gotisches Giebelhaus als Risalit in eine florentinische Palazzo-Fassade hineinkomponierte. Im Erdgeschoss Rustika, im Hauptgeschoss strenge Pilasterordnung, darüber Balustradenloggia, Kranzgesims und Satteldach. Die plastische Dekoration (Hermen, Obelisken) beschränkt sich auf den Giebel. Mit diesem Rathaus schuf Floris den für die gesamten Niederlande maßgebenden Typus. Das für seinen Bruder Frans gebaute Haus ist ebenso wenig erhalten wie das von ihm für die Flandernfahrer der Hanse unter dem Syndikus Heinrich Sudermann als Nachfolge des Hansekontor in Brügge errichtete Haus der Osterlinge in Antwerpen (1893 abgebrannt).
Eine 2021 aufgestellte und 2024 präzisierte Hypothese, dass der Zeichnungsbestand aus den beiden Berliner Sammelalben nicht von Maarten van Heemskerck und den Anonimi A und B, sondern bis auf wenige Ausnahmen vollständig von Cornelis Floris ausgeführt worden und zwischen 1535/36 und 1538 zu datieren sei, wurde von der archäologischen und kunsthistorischen Forschung nicht aufgegriffen und durch mehrere Beiträge des Berliner Ausstellungskatalogs „Faszination Rom. Maarten van Heemskerck zeichnet die Stadt“ widerlegt.

## Florisstil
Das architektonische Element gewinnt im Laufe der Entwicklung von Cornelis Floris immer mehr die Oberhand über das Dekorative, und durch Zusammenfassung aller vorhandenen Elemente entsteht ein neuer universaler Dekorationsstil, der höchste Gesamt- und Einzelwirkung erstrebt. Der Florisstil wurde zu einem Sammelbegriff, der zahlreiche Künstlernamen einschließt. Man versteht darunter alle Elemente der niederländischen Hochrenaissance in der zweiten Hälfte des 16. Jahrhunderts, vor allem Roll- und Beschlagwerk. Cornelis Floris’ „Schüler und Nachfolger haben diesen Stil nicht nur in den Niederlanden, sondern auch nach Dänemark und über die Küstenländer der Ostsee, Norddeutschland, bis tief hinein nach Süddeutschland verbreitet.“ So verweist z. B. auch das Edo-Wiemken-Denkmal in Jever und die elegante Renaissancelaube des Kölner Rathauses auf den Einfluss seiner Werkstatt ebenso wie das von Peter Osten, einem Neffen von Joris Robijn und Jan Robijn (Robin), geschaffene Grabmonument für Sebastian Echter von Mespelbrunn im Würzburger Dom.

## Werke

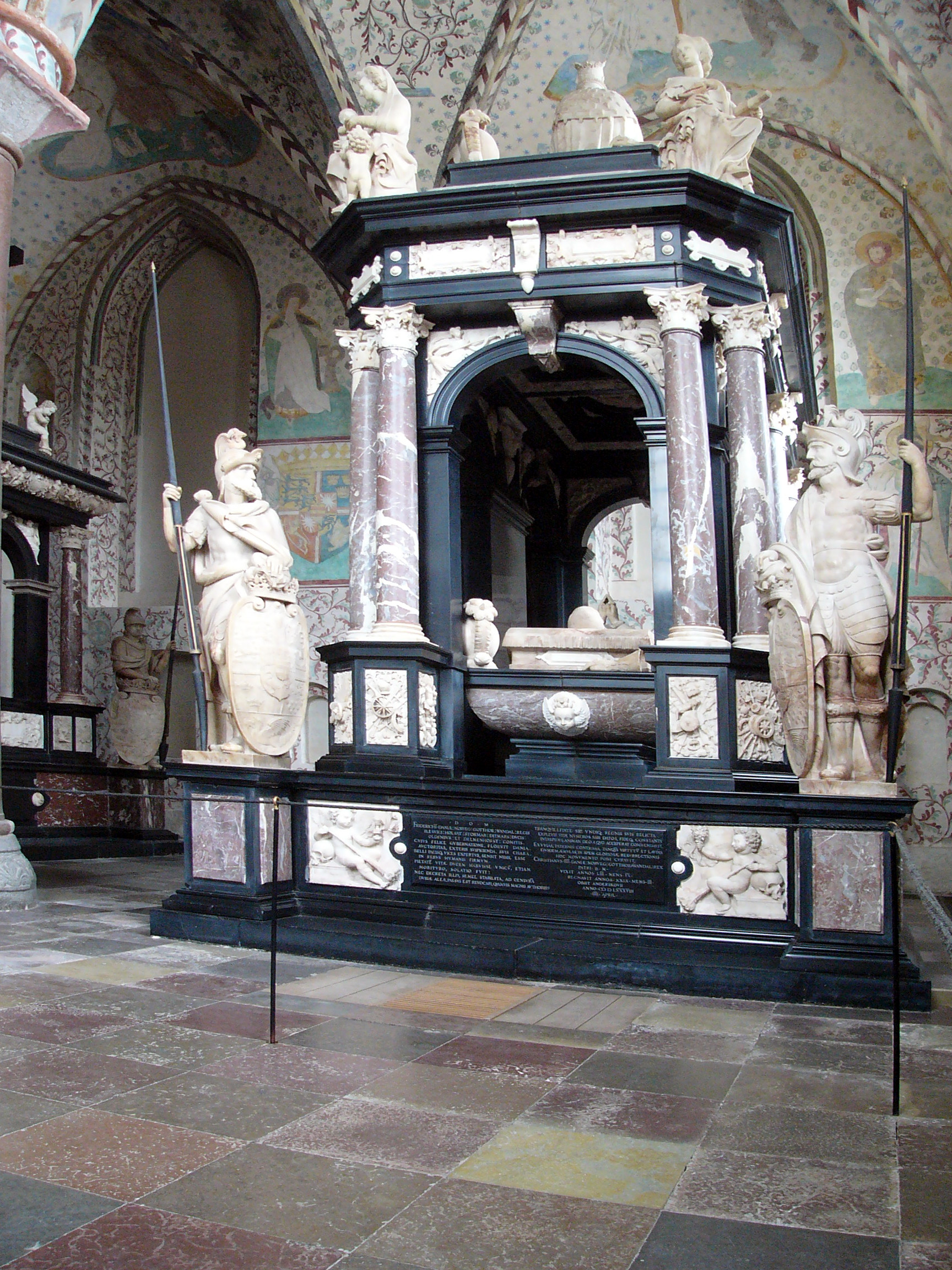
Grabmal König Christians III. von Dänemark im Dom von Roskilde
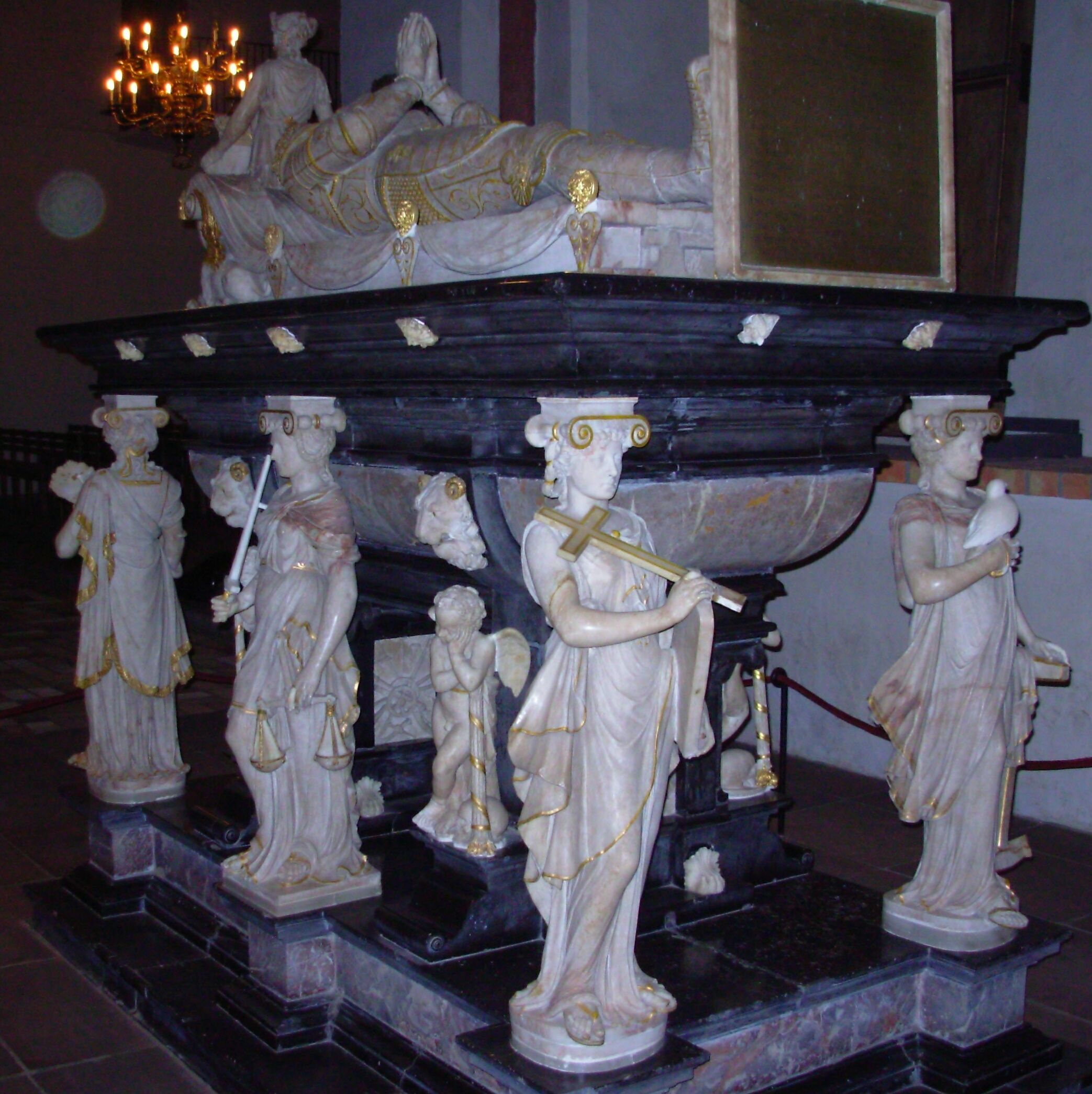
Kenotaph König Friedrichs I. von Dänemark im Schleswiger Dom
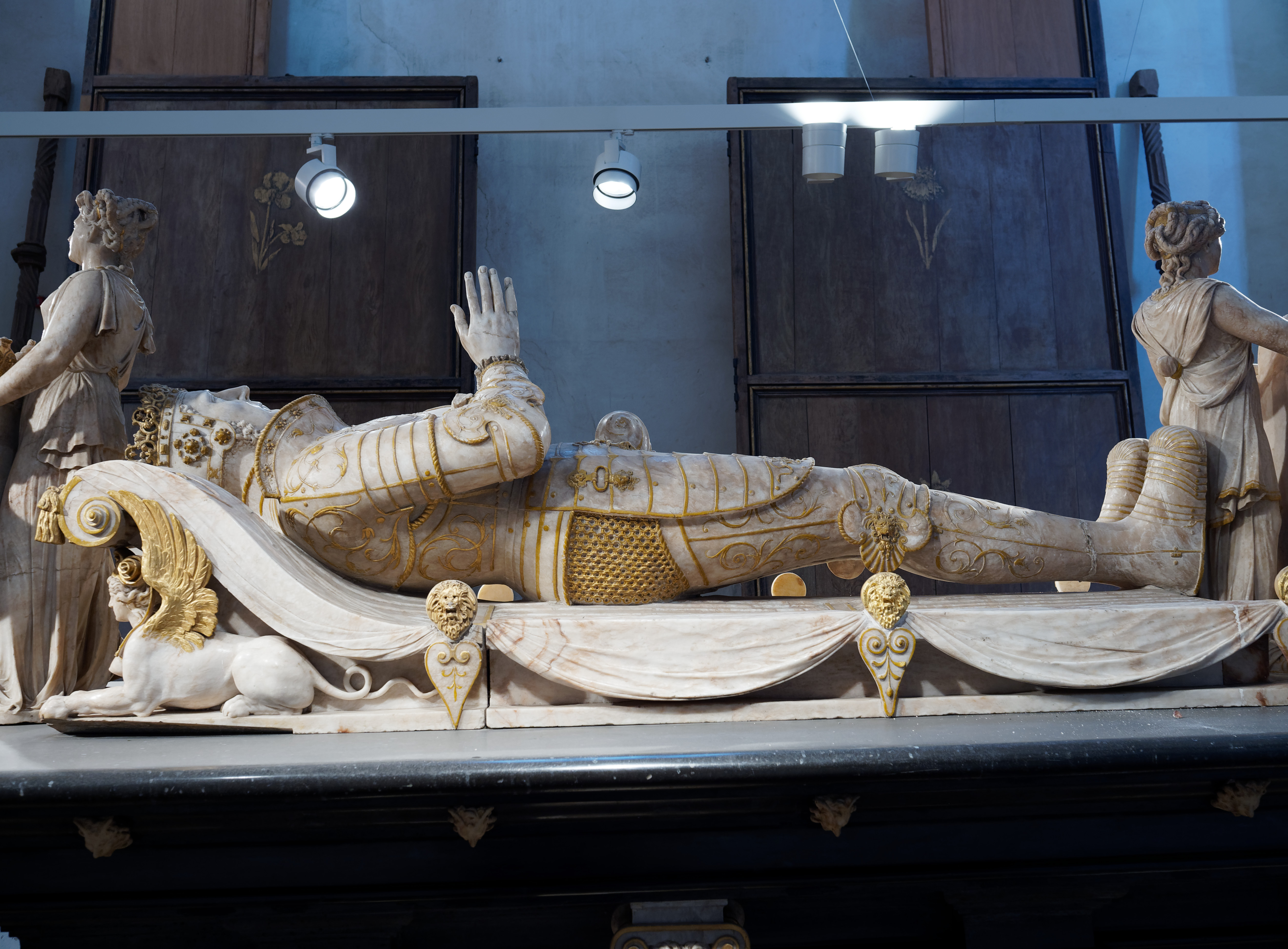
Kenotaph im Schleswiger Dom, Detail Friedrich I.
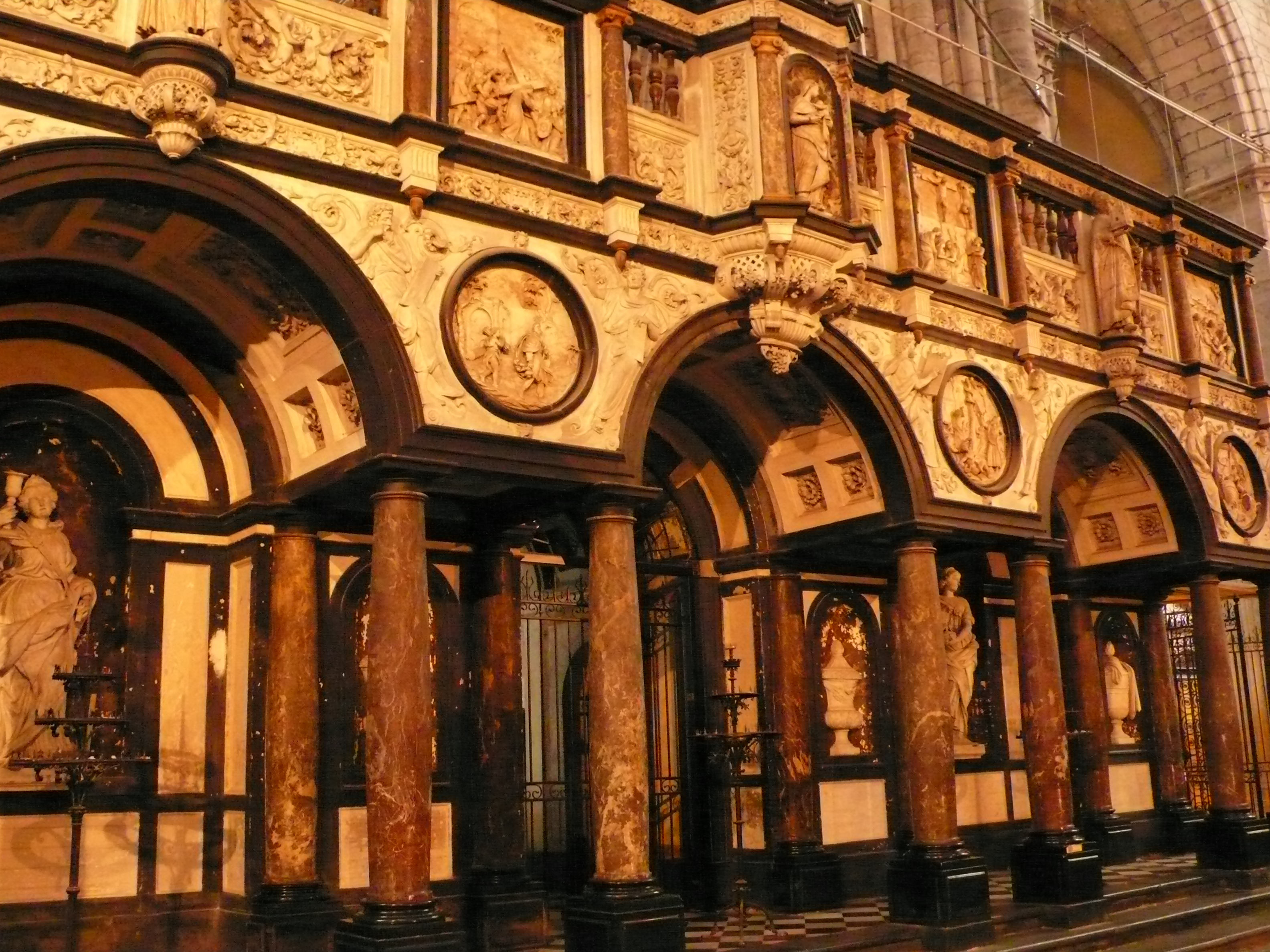
Lettner der Kathedrale in Tournai (Belgien)
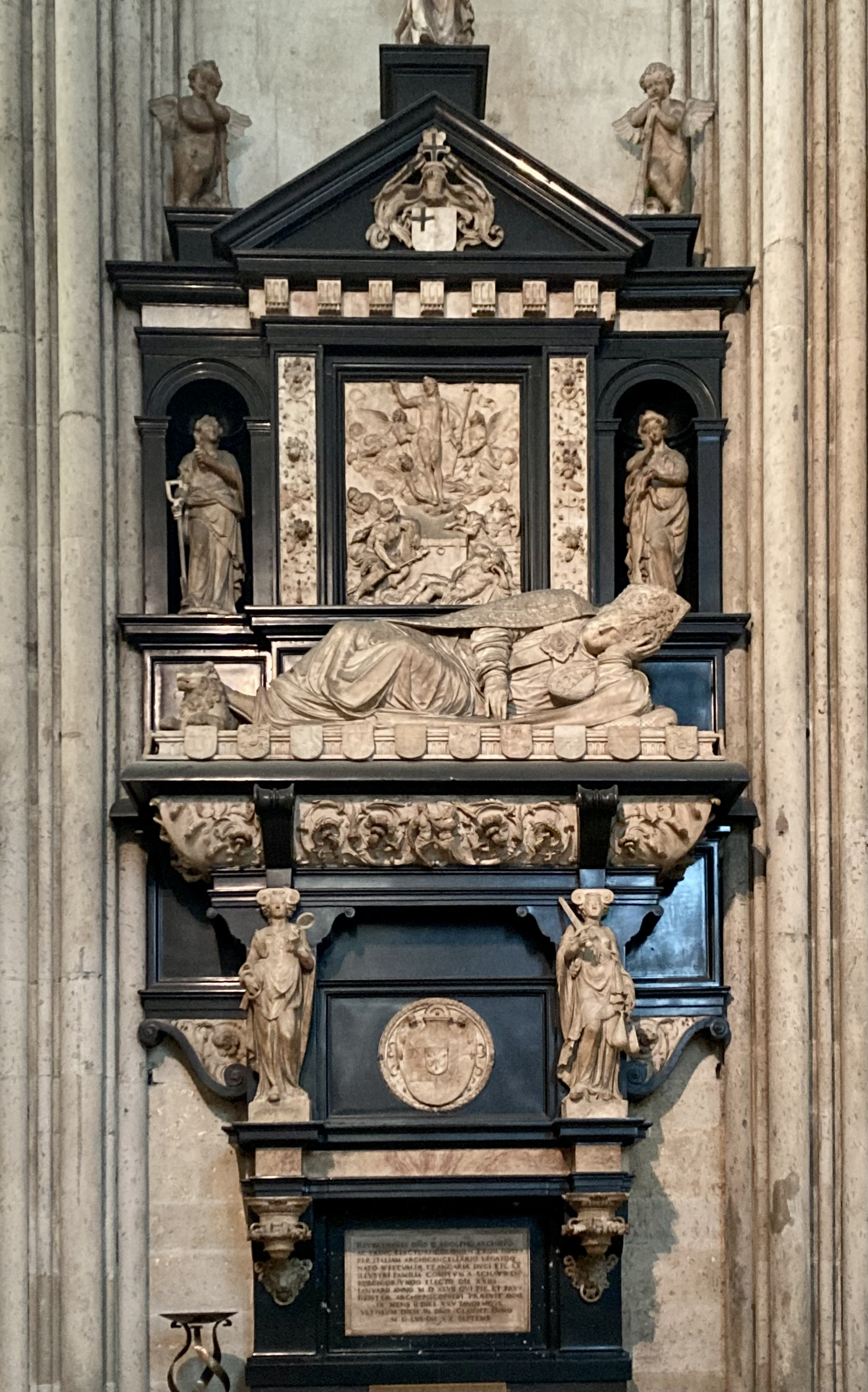
Epitaph des Erzbischofs Adolf von Schaumburg im Kölner Dom
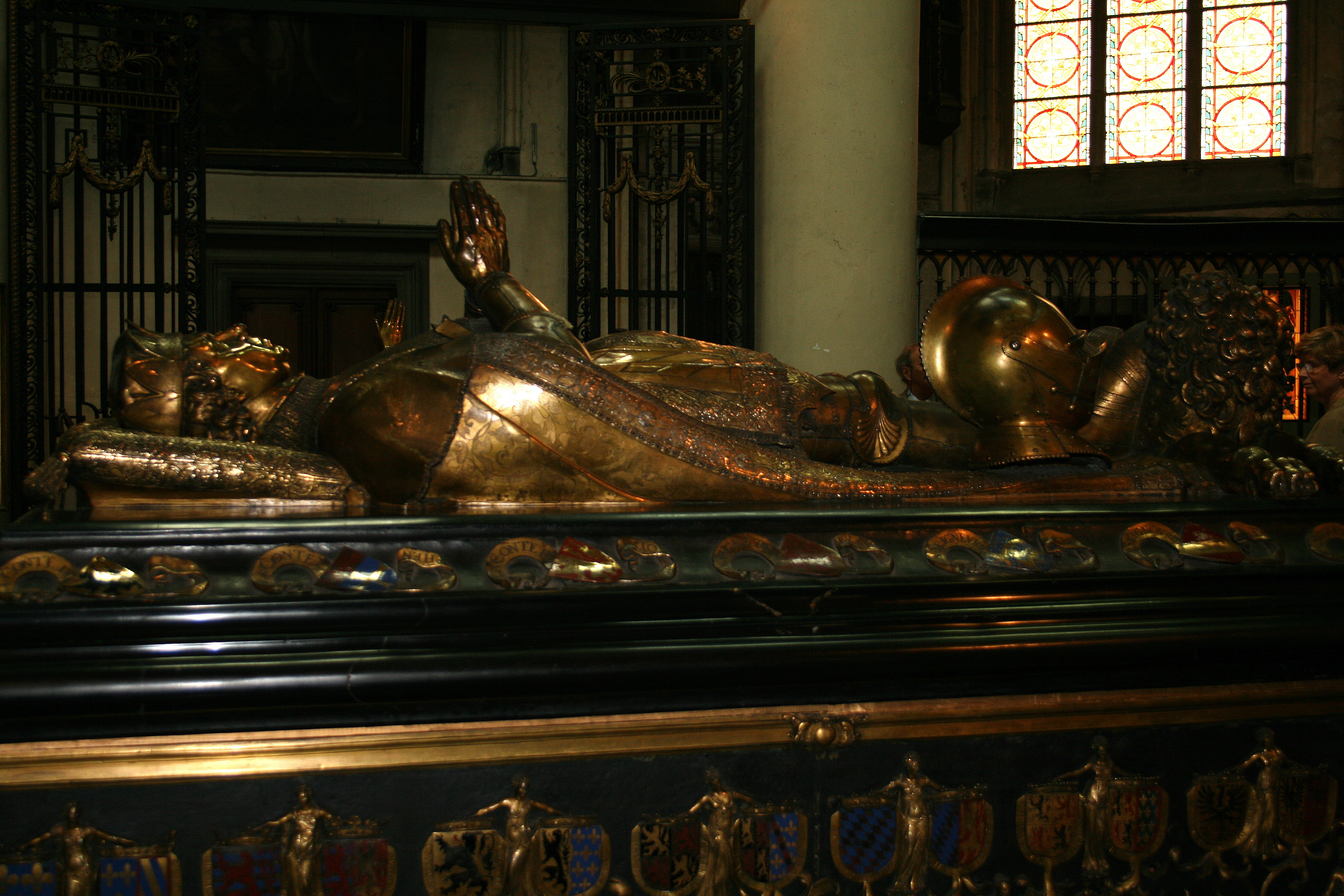
Das Grab Karls des Kühnen in der Liebfrauenkirche in Brügge (Belgien)